# Lasserre-de-Prouille
Lasserre-de-Prouille település Franciaországban, Aude megyében. Lakosainak száma 290 fő (2022. január 1.). Lasserre-de-Prouille Brézilhac, Cailhavel, Fanjeaux, La Force és Villeneuve-lès-Montréal községekkel határos.

## Népesség
A település népessége az elmúlt években az alábbi módon változott:
| Lakosok száma | 189  | 177  | 174  | 225  | 231  | 254  | 267  | 278  | 282  | 290  |
|               | 1968 | 1982 | 1990 | 2006 | 2013 | 2015 | 2017 | 2019 | 2020 | 2022 |